# Aphrodes samuricus
Aphrodes samuricus är en insektsart som beskrevs av Tshmir 1977. Aphrodes samuricus ingår i släktet Aphrodes och familjen dvärgstritar. Inga underarter finns listade i Catalogue of Life.